# 阿拉贡王国
阿拉贡王国（西班牙語：Reino de Aragón）是1035年－1707年时伊比利半岛东北部阿拉贡地区的封建王国。阿拉贡位於西班牙东北部，因阿拉贡河(Río Aragón)而得名。與卡斯蒂利亚合併後，形成今日的西班牙。
9世纪，法蘭克人驱逐此地的阿拉伯勢力，建立阿拉贡伯爵領。925年并入纳瓦拉王国。中世纪时是伊比利亚半岛上的主要基督教国家之一。1035年纳瓦拉王国国王桑乔三世死后，拉米罗获得阿拉贡，成为独立王国，称拉米罗一世。1104年阿方索一世当政，王国疆界向南扩展，直达西班牙南部的格拉纳达。1137年拉米罗二世将其女儿与巴塞罗那伯爵拉蒙·贝伦格尔四世联姻，导致阿拉贡同加泰罗尼亚合并。1229年海梅一世进占马略卡岛。不久又征服巴伦西亚。1276年佩德罗三世继位后征服了西西里与撒丁岛，使阿拉贡王国成为地中海的强国。1416—1458年阿方索五世在位时，阿拉贡王国征服了那不勒斯，王国的版图扩大到意大利半岛。后来，阿拉贡的斐迪南二世与卡斯蒂利亚的继承人伊莎贝拉结婚，使两国合并，从而形成了今日西班牙的主体部分，但仍然保有部分政治權力。
1504年伊莎贝拉去世后，卡斯蒂利亚王位传给女儿胡安娜和胡安娜的丈夫费利佩一世。伊莎贝拉考虑到胡安娜有精神疾病，遗命斐迪南在胡安娜“不想或不能统治时”摄政。斐迪南和费利佩翁婿争权。1506年费利佩一世亦去世，1507年斐迪南自命为卡斯蒂利亚摄政，胡安娜名为女王但被架空，斐迪南遂成为西班牙帝国的唯一统治者。1509年，胡安娜被斐迪南下令关在一家修道院里。1516年斐迪南驾崩后，胡安娜的长子、出身哈布斯堡家族的卡尔也继位为卡斯蒂利亚和阿拉贡两国的共治国王卡洛斯一世，是为西班牙哈布斯堡王朝的开端；胡安娜同时继位为阿拉贡女王，名义上与卡洛斯母子共治，但仍然被关在修道院里。政权落入哈布斯堡家族之手。1555年胡安娜驾崩，卡洛斯成为唯一君主，特拉斯塔马拉王朝灭亡。
1707年《新基本法令》實施後，阿拉貢王國的殘餘機構解散，阿拉貢王國正式走入歷史。